# 67 Большой Медведицы
67 Большой Медведицы (лат. 67 Ursae Majoris), DP Большой Медведицы (лат. DP Ursae Majoris), HD 104513 — одиночная звезда в созвездии Большой Медведицы на расстоянии приблизительно 116 световых лет (около 35 парсеков) от Солнца. Видимая звёздная величина звезды — от +5,24m до +5,21m.

## Характеристики
Первый компонент — белая пульсирующая переменная звезда типа Дельты Щита (DSCTC) спектрального класса A7m или F0Vam. Радиус — около 2,01 солнечных, светимость — около 7,93 солнечных. Эффективная температура — около 6889 К.